# John Havlicek
John Joseph Havlicek (8. dubna 1940 Martins Ferry – 25. dubna 2019) byl americký basketbalista česko-chorvatského původu. Měl přezdívku Hondo podle stejnojmenného westernového filmu s Johnem Waynem.
Hrál za tým Ohio State University, s nímž v roce 1960 vyhrál mistrovství National Collegiate Athletic Association, byl v širší nominaci na olympiádu, ale do Říma nakonec neodcestoval. Krátce hrál také americký fotbal za Cleveland Browns. V roce 1962 se stal hráčem klubu Boston Celtics v National Basketball Association, s nímž získal osm mistrovských titulů (1963–1966, 1968–1969, 1974, 1976), v letech 1966 až 1978 byl třináctkrát po sobě vybrán pro Utkání hvězd NBA. Zaznamenal v NBA 26 395 bodů, což je v Bostonu dosud platný klubový rekord. Jeho číslo 17 po něm nesmí žádný hráč Celtics nosit. Kariéru ukončil v roce 1978, roku 1984 byl zařazen do Basketball Hall of Fame.
V roce 2019 zemřel po dlouhém boji s Parkinsonovou chorobu na Floridě ve městě Jupiter.

## Mládí
John Havlicek se narodil v Ohiu rodičům Frankovi Havlickovi českého původu a jeho manželce z Chorvatska. Jeho otec provozoval obchod s potravinami. Havlicekovi bydleli nad prodejnou. John byl jako dítě často nemocný, John se vlastními slovy popsal: „Mými poznávacími znameními byly pláč a nemoci.“ Na střední škole Bridgeport High School v Bridgeportu v Ohiu Havlíček vynikal ve třech sportech. Na škole byl přítelem člena Baseballové síně slávy Phila Niekra. Jeho otec byl muž zásad: v domácnosti se mluvilo jen česky a ze sportů nadevše miloval středoevropský fotbal; kvůli tomu i kvůli pracovní vytíženosti málokdy sledoval synovy zápasy.

### Univerzita
Havlicek hrál basketbal na Ohio State University s budoucím sedminásobným all-star hráčem NBA Jerrym Lucasem, který byl jeho spolubydlícím. V roce 1960 Ohio State Buckeyes trénovaný hlavním trenérem Fredem Taylorem a asistenty trenéra Jackem Grafem a Frankem Truittem, vyhráli v roce 1960 titul NCAA. Havlíček byl jmenován jako náhradník národního týmu Spojených států v roce 1960, který tentýž rok soutěžil na Letních olympijských hrách.

## Profesionální kariéra
Havlicek byl draftován týmem Boston Celtics z NBA a týmem Cleveland Browns z NFL roku 1962. Nakonec se ale rozhodl věnovat svůj čas a energii basketbalu a Celtics. S výškou 196 cm hrál na pozici obou křídel. S pomocí Havlíčka vyhráli Celtics 8 NBA šampionátů (1963–66, 1968–69, 1974, 1976). Byl známý svou neomezenou energií jak v útoku, tak v obraně a bodováním a záchranám (clutch) v klíčových zápasech. Havlíček byl v centru jedné z nejslavnějších her v historii NBA, když v závěrečných sekundách sedmého zápasu finále Východní divize v roce 1965, blokoval přihrávku Philadelphia 76ers a díky tomu Celtics vyhráli o jeden bod s legendárními slovy komentátora Johnnyho Mosta: “Havlicek steals it.…Havlicek stole the ball!” Havlicek byl jmenován jako All-Star ve 13 sezónách. Držel rekord NBA v počtu odehraných zápasů (1 270) a po odchodu v roce 1978 byl třetí na seznamu všech nejvíce dosažených bodů ligy. V roce 1996 byl jmenován jedním z 50 nejlepších hráčů v historii NBA a v roce 1984 byl uveden do Basketball Hall of Fame.